# Карттома
Карттома — озеро на территории Ругозерского сельского поселения Муезерского района Республики Карелии.

## Общие сведения
Площадь озера — 1,6 км². Располагается на высоте 130,5 метров над уровнем моря.
Форма озера лопастная, подковообразная, продолговатая: оно вытянуто с юго-запада на северо-восток. Берега изрезанные, каменисто-песчаные, местами заболоченные.
Из залива на юго-западной стороне озера вытекает безымянный водоток, впадающий с левого берега в реку Унгу. Унга впадает в реку Онду, втекающую, в свою очередь, в Нижний Выг.
В озере расположен один некрупный остров без названия.
К востоку и западу от озера проходят лесные дороги.
Код объекта в государственном водном реестре — 02020001311102000008111.